# Bergepanzer 3
Броньована евакуаційна машина Büffel або Bergepanzer 3 (BPz3) належить до групи машин бойової підтримки. Це двостороння розробка бундесверу та голландської армії на базі основного бойового танка Leopard 2.

## Розвиток
Із появою Leopard 2 також стала очевидною необхідність модернізації евакуаційних компонентів танкових підрозділів. Ця розробка була необхідною, оскільки вимоги до броньованої евакуаційної машини були обумовлені більшою вагою Leopard 2 та інші транспортні засоби підштовхнули Bergepanzer 2 до межі своїх можливостей.
Тоді компанія MaK (з 1992 року Rheinmetall Landsysteme) розробила броньовану евакуаційну Bergepanzer 3 «Büffel» на шасі Леопарда 2 з метою використання якомога більшої кількості компонентів базового модуля.
Із 1992 по 1997 рік було виготовлено 75 машин для збройних сил Німеччини, при цьому Krauss-Maffei Wegmann як генеральний підрядник платформи Leopard 2 постачав значну частину деталей. Ще 25 машин з позначенням Bergingstank 600 kN Buffel дісталися голландській армії.
У 2012 році броньовані евакуаційні машини Бундесверу для використання в Афганістані були модернізовані пристроєм огляду для водія SPECTUS («SPECtral Technology for Unlimited Sight») від Carl Zeiss Optronics. Система, яку можна використовувати як камеру переднього або заднього ходу, забезпечує водієві кращий огляд із повним захистом броні завдяки тепловізійній камері та камері підсилення залишкового світла.

## Загальний
Büffel розгорнуто в Бундесвері в усіх танкових батальйонах з Leopard 2 і в танкових артилерійських формуваннях з Panzerhaubitze 2000, а також у ремонтних підрозділах. Сфера застосування включає евакуацію та буксирування гусеничної техніки до класу військового навантаження 60 (MLC 60), кріплення гусеничної техніки при переправі через водойми, оперативний супровід під час ремонтних робіт, евакуацію бойових танків за допомогою засобів швидкого евакуації під броньованим захистом, розчищення перешкод і, в надзвичайних ситуаціях, земляні роботи. Як і броньована евакуаційна машина 2 (Bergepanzer 2), Büffel може тягнути Leopard 2. Для самооборони екіпаж з трьох осіб має кулемет MG3 і димовий гранатомет. Система захисту від зброї масового ураження дозволяє використовувати Büffel в забрудненій місцевості.

## Технології
Щоб відповідати вимогам, що висуваються до транспортного засобу, Büffel має кранову систему, яку можна повертати на 270 градусів і під'єднується до шасі Leopard 2 спереду справа. Основна і допоміжна лебідки, необхідні для рятування, розташовані в броньованій надбудові, яка також є бойовим приміщенням для екіпажу. Броньована евакуаційна машина отримує необхідну потужність від дванадцятициліндрового дизельного двигуна відMTU.
Особливість у порівнянні з Bergepanzer 2 — пристрій швидкого відновлення. Для цього на очисно-опорному лезі кріпляться лопаткові ножиці з пружинними вузлами, які можуть працювати під броньованим захистом. Ножиці (Schleppscheren) перетягуються окремими частинами ззаду та збоку. Ще одна особливість Büffel полягає в тому, що якщо стріла має електричний привід, вона може підняти власний двигун і замінити його двигуном для заміни. Додаткове обладнання включає в себе електрозварювальний апарат і різні інструменти, які також дозволяють проводити дрібний ремонт на місці.

## Дані

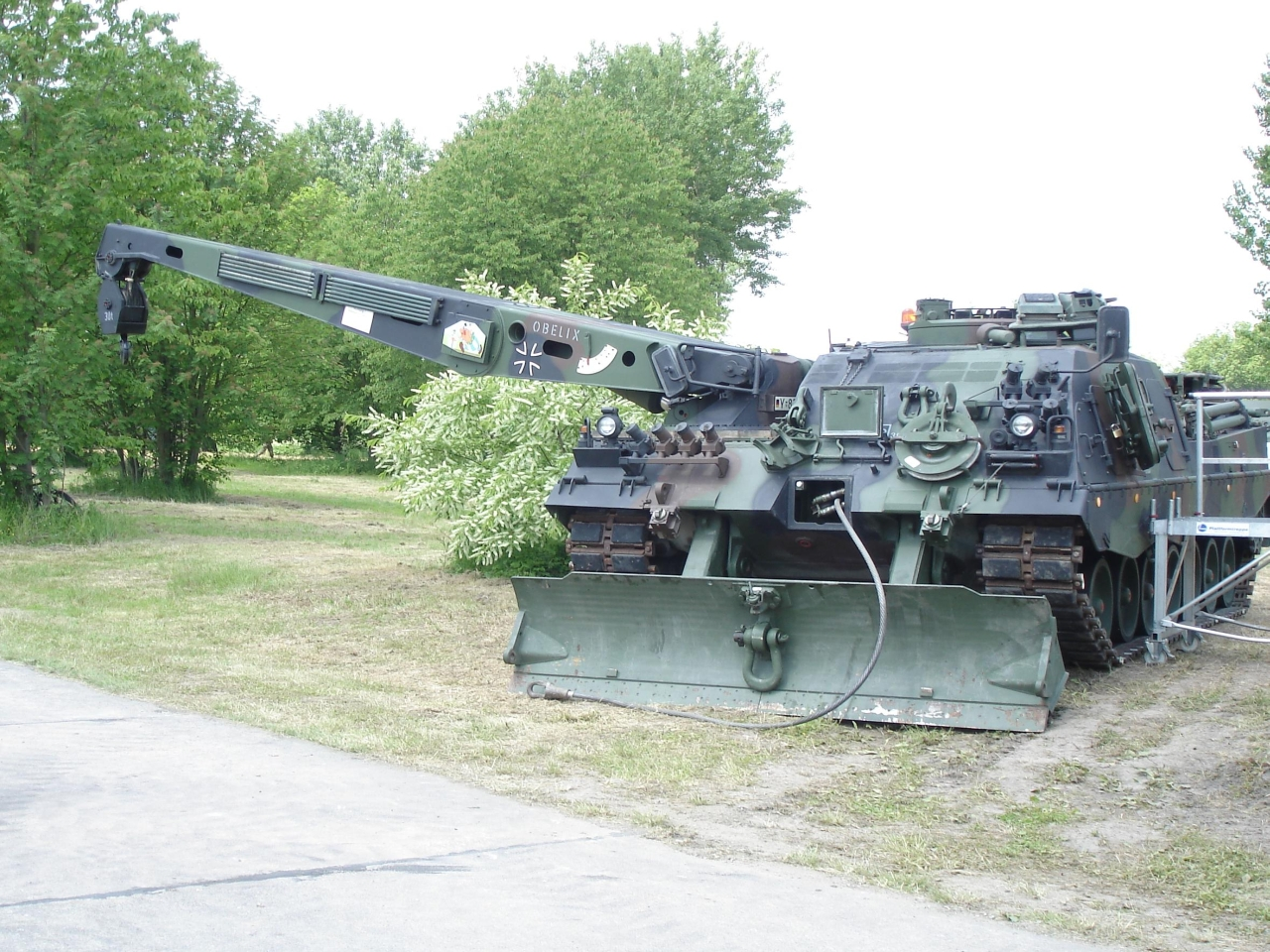
Bergepanzer Büffel,, вид спереду

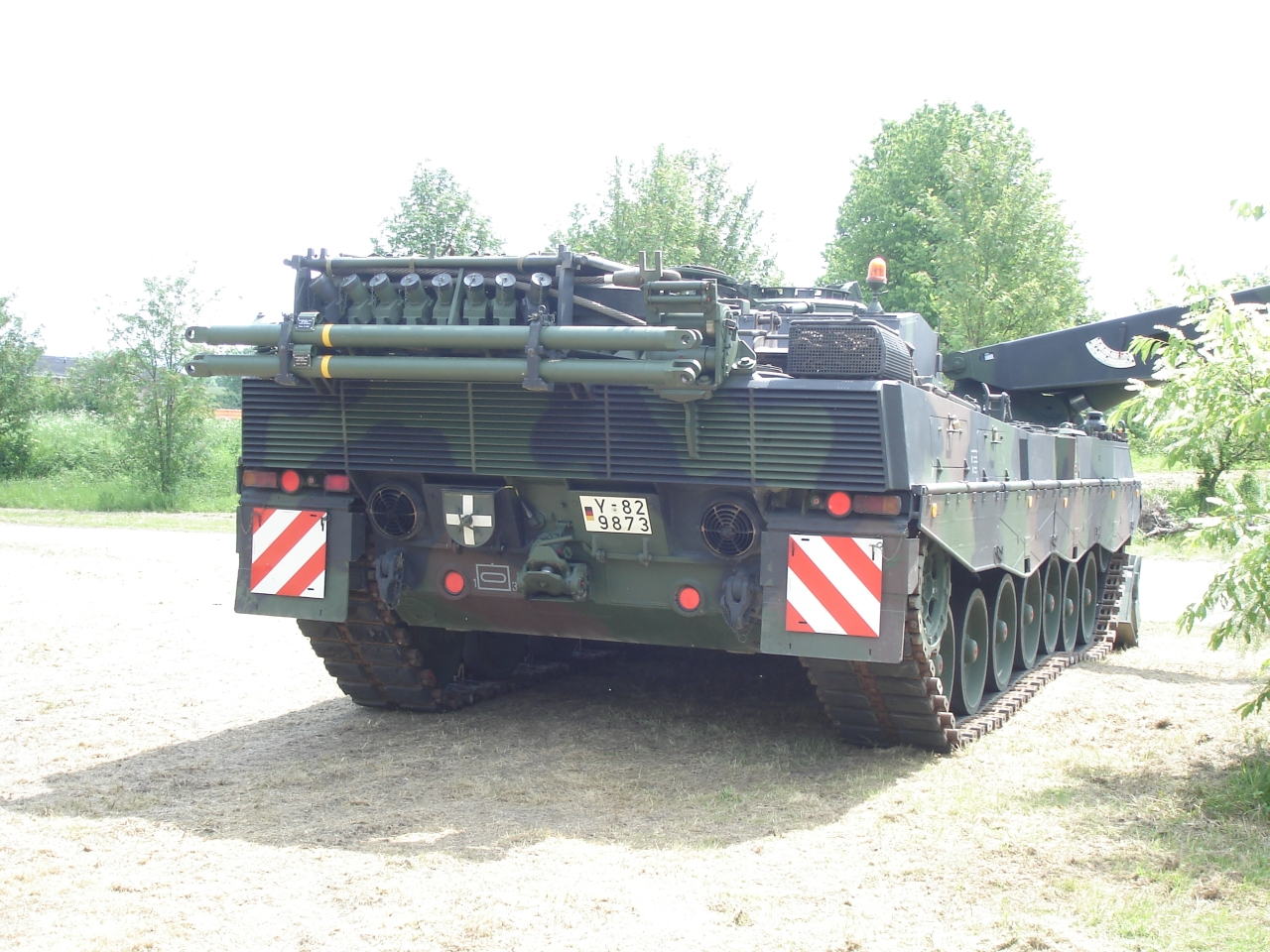
Bergepanzer Büffel, вид ззаду з фаркопами буксирних ножиць

| Тягова сила основної лебідки                    | Лебідка поворотна 35 т (350 кН) постійна, 70 т (700 кН) за допомогою направляючого шківа, при цьому другий направляючий шків 105 т |
| Тяга допоміжної лебідки                         | 6.5 кН |
| Кранова система підйому вантажу                 | 30 т |
| максимальний діапазон повороту кранової системи | 270° |
| максимальна тягова сила на гачку                | 295 кН |

## Користувачі
- Німеччина 75 Büffel 3.
- Греція 12 Büffel 3.
- Нідерланди 25 Büffel 3.
- Сінгапур: 12 Büffel 3.
- Швеція: Для шведської армії було закуплено 14 екземплярів з підвищеними характеристиками під назвою Bgbv 120. Модифікації Bgbv 120 (порівняно з німецькою та голландською версіями) включають покращений балістичний захист, включаючи інтегрований внутрішній захист, зменшену ІЧ-сигнатуру, систему наведення та навігації, модифіковану станцію озброєння та димову систему самооборони Galix. Крім того, автомобіль має евакуаційну систему з камерою заднього виду для евакуаційних робіт під броньованим захистом, вдосконалену кранову систему та допоміжну лебідку вагою 1,5 т.
- Швейцарія: З 2004 року швейцарська армія використовує загалом 25 броньованих евакуаційних машин Büffel.
- Іспанія: Ejército de Tierra має 16 броньованих евакуаційних машин Büffel.
- Угорщина: У 2020 році Угорщина замовила, окрім 218 БМП Lynx, також 9 Büffel.[2]
- Україна: У січні 2023 у рамках МТД для протидії російській агресії Німеччина оголосила про передачу 2 Büffel Україні. Станом на серпень 2023, їх передано[3].

На додаток до Büffel як повного автомобіля, Rheinmetall Landsysteme доставив 150 комплектів евакуаційних компонентів системи до Південної Кореї, де вони були встановлені в броньованій евакуаційній машині K1 ARV, що використовується місцевими військовими. Збройні сили Об'єднаних Арабських Еміратів отримали 46, а Франція — 22 броньовані евакуаційні машини Char de Dépannage DNG/DCL на шасі Leclerc.